# Lijst van nummer 1-hits in de 538 Top 50 in 2021
Deze hits stonden in 2021 op nummer 1 in de 538 Top 50, de hitlijst van de Nederlandse radiozender Radio 538.
| Nummer | Datum        | Artiest                                    | Titel                                  |
| ------ | ------------ | ------------------------------------------ | -------------------------------------- |
| 24     | 1 januari    | Tiësto                                     | The Business                           |
|        | 8 januari    | Tiësto                                     | The Business                           |
| 25     | 15 januari   | Jaap Reesema & Pommelien Thijs             | Nu wij niet meer praten                |
|        | 22 januari   | Jaap Reesema & Pommelien Thijs             | Nu wij niet meer praten                |
|        | 29 januari   | Jaap Reesema & Pommelien Thijs             | Nu wij niet meer praten                |
| 26     | 5 februari   | Olivia Rodrigo                             | Drivers License                        |
|        | 12 februari  | Olivia Rodrigo                             | Drivers License                        |
|        | 19 februari  | Olivia Rodrigo                             | Drivers License                        |
| 27     | 26 februari  | Nathan Evans                               | Wellerman (220 Kid x Billen Ted Remix) |
|        | 5 maart      | Nathan Evans                               | Wellerman (220 Kid x Billen Ted Remix) |
| 28     | 12 maart     | Snelle & Maan                              | Blijven slapen                         |
|        | 19 maart     | Snelle & Maan                              | Blijven slapen                         |
|        | 26 maart     | Snelle & Maan                              | Blijven slapen                         |
|        | 2 april      | Snelle & Maan                              | Blijven slapen                         |
|        | 9 april      | Snelle & Maan                              | Blijven slapen                         |
|        | 16 april     | Snelle & Maan                              | Blijven slapen                         |
|        | 23 april     | Snelle & Maan                              | Blijven slapen                         |
|        | 30 april     | Snelle & Maan                              | Blijven slapen                         |
|        | 7 mei        | Snelle & Maan                              | Blijven slapen                         |
|        | 14 mei       | Snelle & Maan                              | Blijven slapen                         |
|        | 21 mei       | Snelle & Maan                              | Blijven slapen                         |
| 29     | 28 mei       | Olivia Rodrigo                             | Good 4 U                               |
|        | 4 juni       | Olivia Rodrigo                             | Good 4 U                               |
|        | 11 juni      | Olivia Rodrigo                             | Good 4 U                               |
| 30     | 18 juni      | Martin Garrix ft. Bono & The Edge          | We Are the People                      |
|        | 25 juni      | Martin Garrix ft. Bono & The Edge          | We Are the People                      |
| 29     | 2 juli       | Olivia Rodrigo                             | Good 4 U                               |
| 31     | 9 juli       | Ed Sheeran                                 | Bad Habits                             |
| 32     | 16 juli      | The Kid Laroi & Justin Bieber              | Stay                                   |
| 31     | 23 juli      | Ed Sheeran                                 | Bad Habits                             |
|        | 30 juli      | Ed Sheeran                                 | Bad Habits                             |
|        | 6 augustus   | Ed Sheeran                                 | Bad Habits                             |
|        | 13 augustus  | Ed Sheeran                                 | Bad Habits                             |
|        | 20 augustus  | Ed Sheeran                                 | Bad Habits                             |
| 33     | 27 augustus  | Mart Hoogkamer                             | Ik ga zwemmen                          |
|        | 3 september  | Mart Hoogkamer                             | Ik ga zwemmen                          |
| 32     | 10 september | The Kid Laroi & Justin Bieber              | Stay                                   |
|        | 17 september | The Kid Laroi & Justin Bieber              | Stay                                   |
| 31     | 24 september | Ed Sheeran                                 | Bad Habits                             |
| 32     | 1 oktober    | The Kid Laroi & Justin Bieber              | Stay                                   |
|        | 8 oktober    | The Kid Laroi & Justin Bieber              | Stay                                   |
|        | 15 oktober   | The Kid Laroi & Justin Bieber              | Stay                                   |
| 34     | 22 oktober   | Adele                                      | Easy on Me                             |
|        | 29 oktober   | Adele                                      | Easy on Me                             |
|        | 5 november   | Adele                                      | Easy on Me                             |
| 35     | 12 november  | Elton John & Dua Lipa                      | Cold Heart (Pnau Remix)                |
|        | 19 november  | Elton John & Dua Lipa                      | Cold Heart (Pnau Remix)                |
|        | 26 november  | Elton John & Dua Lipa                      | Cold Heart (Pnau Remix)                |
|        | 3 december   | Elton John & Dua Lipa                      | Cold Heart (Pnau Remix)                |
|        | 10 december  | Elton John & Dua Lipa                      | Cold Heart (Pnau Remix)                |
| 36     | 17 december  | Ed Sheeran & Elton John                    | Merry Christmas                        |
|        | 24 december  | Ed Sheeran & Elton John                    | Merry Christmas                        |
| 37     | 31 december  | Kris Kross Amsterdam, Antoon & Sigourney K | Vluchtstrook                           |